# Pharos (Krater)
Pharos ist der größte Einschlagkrater auf Proteus, dem zweitgrößten Mond des Planeten Neptun.

## Merkmale
Pharos hat einen durchschnittlichen Durchmesser von 255 km beziehungsweise 230 km und eine Tiefe von 10 bis 15 km. Im Verhältnis zum mittleren Durchmesser von Proteus von lediglich 420 ± 7 km ist er einer der größten Krater im Sonnensystem. Der Krater verfügt über eine Art Zentralberg. Die zentrale Erhebung des Kraters liegt in der Form zwischen der zentralen Lavaauffüllung des Mondkraters Ptolemaeus und der zentralen Struktur des Tethys-Kraters Odysseus. Die Kraterwände sind von ungleicher Höhe. In der Nähe der Kraterwälle gibt es eine ringförmige Bodenmulde. Im südwestlichen Teil von Pharos befindet sich ein weiterer Krater von circa 100 km Durchmesser. Von 45° S 10° W bis 20° S 30° W befindet sich auf dem Pharos-Boden ein 12 km breiter Graben. Bodensenken wie talartige Vertiefungen und unterdrückte Krater umgeben Pharos.

## Benennung
Pharos ist das einzige Oberflächenmerkmal auf Proteus mit einem Eigennamen. Der Krater wurde 1994 nach der Insel Pharos benannt, die vor der ägyptischen Küste bei Alexandria liegt und eine der Wohnstätten des Meeresgottes Proteus aus der griechischen Mythologie ist. Proteus wohnte auf der Insel als Robbenhüter. Der Asteroid (332632) Pharos hingegen war 2021 nach dem Leuchtturm Pharos von Alexandria benannt, der sich auf der Insel befand.